# Knarrbysjön
Knarrbysjön är en sjö i Åmåls kommun i Dalsland och ingår i Göta älvs huvudavrinningsområde. Sjön är 38 meter djup, har en yta på 2,47 kvadratkilometer och är belägen 103,9 meter över havet.

## Delavrinningsområde
Knarrbysjön ingår i det delavrinningsområde (654939-130781) som SMHI kallar för Utloppet av Knarrbysjön. Medelhöjden är 143 meter över havet och ytan är 8,43 kvadratkilometer. Räknas de 2 avrinningsområdena uppströms in blir den ackumulerade arean 46,82 kvadratkilometer. Snäcke kanal (Knarrbyån) som avvattnar avrinningsområdet har biflödesordning 3, vilket innebär att vattnet flödar genom totalt 3 vattendrag innan det når havet efter 190 kilometer. Avrinningsområdet består mestadels av skog (61 procent). Avrinningsområdet har 2,46 kvadratkilometer vattenytor vilket ger det en sjöprocent på 29,1 procent. Bebyggelsen i området täcker en yta av 0,04 kvadratkilometer eller 1 procent av avrinningsområdet.